# Frédéric III de Moers
Frédéric III de Moers (parfois considéré comme Frédéric II dans la littérature) († 1417 ou 1418) était comte de Moers de 1373 jusqu'à sa mort. Grâce au mariage convenu en 1376 avec Walburge de Sarre Werden, des relations avec le comté de Sarre Werden ont été établies et, par conséquent, le comté de Sarre Werden revint à la maison de Moers en 1399.

## Biographie
Frédéric était le fils du comte Thierry IV de Moers et de son épouse Elisabeth de Zuilen, héritière de Baër. Après la mort de son père en 1372, qui avait détenu le titre de comte pendant 17 ans à partir de 1356, il lui succéda en 1373 et régna pendant 45 ans.
Dès le début de son mandat, il obtient trois privilèges de l'empereur Charles IV en 1373, faire du village de Creyfeld (Krefeld) un bourg, puis tenir deux marchés annuels à Krefeld et un droit de frapper des pièces à Friemersheim (de) pour le chevalier Jean de Moers. Cependant, ce n'est qu'en 1405 qu'il a été fait usage du privilège de battre monnaie. Il a eu des démêlés répétés avec le comte de Clève, Adolphe († 1394) pour savoir si le comté de Moers était un fief de Clèves, comme il l'avait été auparavant.
Le 10 septembre 1376, son mariage est conclu avec Walburge de Sarre Werden, fille de Jean II de Sarre Werden (de) et de son épouse Klara von Vinstingen. Le mariage a été conclu à l'instigation du frère de Walburge, Frédéric III de la Sarre Werden. En tant qu'archevêque de Cologne, il voulait lier personnellement le comté de Moers à lui-même et réduire l'influence sur le Bas-Rhin du comte de Clèves, Adolphe, son ennemi juré. Lorsque son beau-frère Henri III de Sarre Werden (de) est décédé sans descendance en 1397, le fils aîné de Frédéric du même nom a hérité de son oncle maternel, l'archevêque de Cologne, Frédéric III de Sarre Werden, choisi pour lui succéder sur le comté de Sarrewerden, qu'il assuma en 1399. La moitié du comté était l'héritage de sa mère, la possession de l'autre moitié a été achetée de Hildegarde, la sœur de sa mère.
Le règne de Frédéric est survenu au moment où la famille était à son apogée, favorisée par l'alliance en cours avec son beau-frère, le riche et influent archevêque de Cologne. Après la mort de ce dernier en 1414, Frédéric put voir son propre fils Thierry être élu archevêque de Cologne.
Le 12 mai 1417, Frédéric établit une charte familiale par testament (disposition du père) afin d'éviter de futurs conflits entre ses fils. L'héritage de chaque fils a été défini. Frédéric, en tant qu'aîné, devait recevoir le comté de Moers et, le comté de Sarrewerden, qui était auparavant aussi dirigé par le père, devait être remis à son jeune frère Jean. La terre d'un fils décédé sans descendance masculine devait revenir au frère aîné dès le moment de sa mort. En aucun cas le comté de Moers ne devait être "reconnu ou reçu comme un fief par Clèves." Entre-temps, le deuxième fils Thierry avait été élu archevêque de Cologne en tant que successeur de son oncle, et les deux plus jeunes fils ont été orientés vers une carrière spirituelle et les évêchés; quant aux filles, elles devaient être mariées conformément à leur statut. Et ainsi, après la mort de Frédéric III (entre le 12 mai 1417 et le 23 octobre 1418), Frédéric IV a reçu le comté de Moers conformément à la volonté de son père et a remis le comté de Sarrewerden à son jeune frère Jean.

## Mariage et descendance
De son mariage avec Walburge (également Walpurgis) de Sarre Werden, les enfants suivants sont nés après 1376:
les fils :
- Frédéric († 11 juillet 1448), qui a continué la lignée de Moers sous le nom de Frédéric IV (parfois considéré comme Frédéric III dans la littérature).
- Jean (de) († 2 juillet 1431), qui a fondé la branche Moers-Sarrewerden (en tant que Jean Ier).
- Thierry († 14 février 1463), archevêque de Cologne (en tant que Thierry II) et évêque de Paderborn (en tant que Thierry III)
- Henri (de) († 2 juin 1450), évêque de Munster et d'Osnabrück, sous le nom d'Henri II de Moers
- Waléran († 3 octobre 1456), évêque d'Utrecht et de Munster, en tant que Waléran de Moers

les filles :
- Anna, avant 1400 mariée au comte Nicolas II de Tecklenburg (de)
- Elisabeth, mariée en 1403 avec Bernhard VI, seigneur de Lippe
- Walburgis, la fille cadette, mariée en 1406 à Jean III, seigneur de Heinsberg